# اثر رومن
اثر رومن ، که به نام لئو ورومن نامگذاری شده است ، با جذب پروتئین در سطح توسط پروتئین های سرم خون به نمایش گذاشته می شود. پروتئین هایی با تحرک بالا معمولاً ابتدا می رسند و به مرور با پروتئین هایی که تحرک کمتری و واکنش پذیری بیشتری به سطح دارند ،جایگزین می شوند. یک نمونه معمول از این موارد زمانی اتفاق می افتد که فیبرینوژن پروتئین های جذب شده قبلی را بر روی سطح بیوپلیمر جابجا می کند و بعداً با کینینوژن با وزن مولکولی بالا جایگزین می شود. این روند در فضاهای باریک به تأخیر می افتد و در سطوح آبگریز ، فیبرینوژن معمولاً جابجا نمی‌شود. در شرایط راکد رسوب اولیه پروتئین در متوالی صورت می گیرد: آلبومین . گلوبولین فیبرینوژن فیبرونکتین عامل XII و HMWK . 